# 绿华镇
绿华镇，是中华人民共和国上海市崇明区下辖的一个乡镇级行政单位。面积37.45平方公里。户籍人口8,963人（2008年）。

## 行政区划
绿华镇下辖以下居委会和村委会：
新绿社区、绿湖村、绿港村、华星村、华荣村、绿园村、华西村和华渔村。